# Ardisia rudis
Ardisia rudis är en viveväxtart som beskrevs av J. Sincl. Ardisia rudis ingår i släktet Ardisia och familjen viveväxter. Inga underarter finns listade i Catalogue of Life.